# احمدحسین
احمدحسین، روستایی است از توابع بخش مرکزی شهرستان گناوه استان بوشهر ایران.

## جمعیت
این روستا در دهستان حیات داوود قرار دارد و بر اساس سرشماری سال ۱۳۸۵ آمار رسمی جمعیت آن ۵۱نفر (۲۰خانوار) می‌باشد. اهالی این منطقه لُرتبار بوده و به زبان لری صحبت میکنند.